# Storia della fortezza di Tighina
La storia della fortezza di Tighina spazia attraverso 6 secoli: sorta a partire dal 1538 in un'area che da almeno un secolo era di interesse strategico, la struttura ha mutato proprietari e destinazione d'uso nelle epoche successive, attraversando periodi di decadenza durati fino ai restauri architettonici di inizio III millennio, coevi all'adibizione a museo. Le complesse vicende politiche e militari nelle quali la fortezza è stata coinvolta non hanno permesso lo svolgimento di analisi archeologiche approfondite nel sito, comportando la formulazione di numerose ipotesi al riguardo delle origini della stessa.

## Contesto

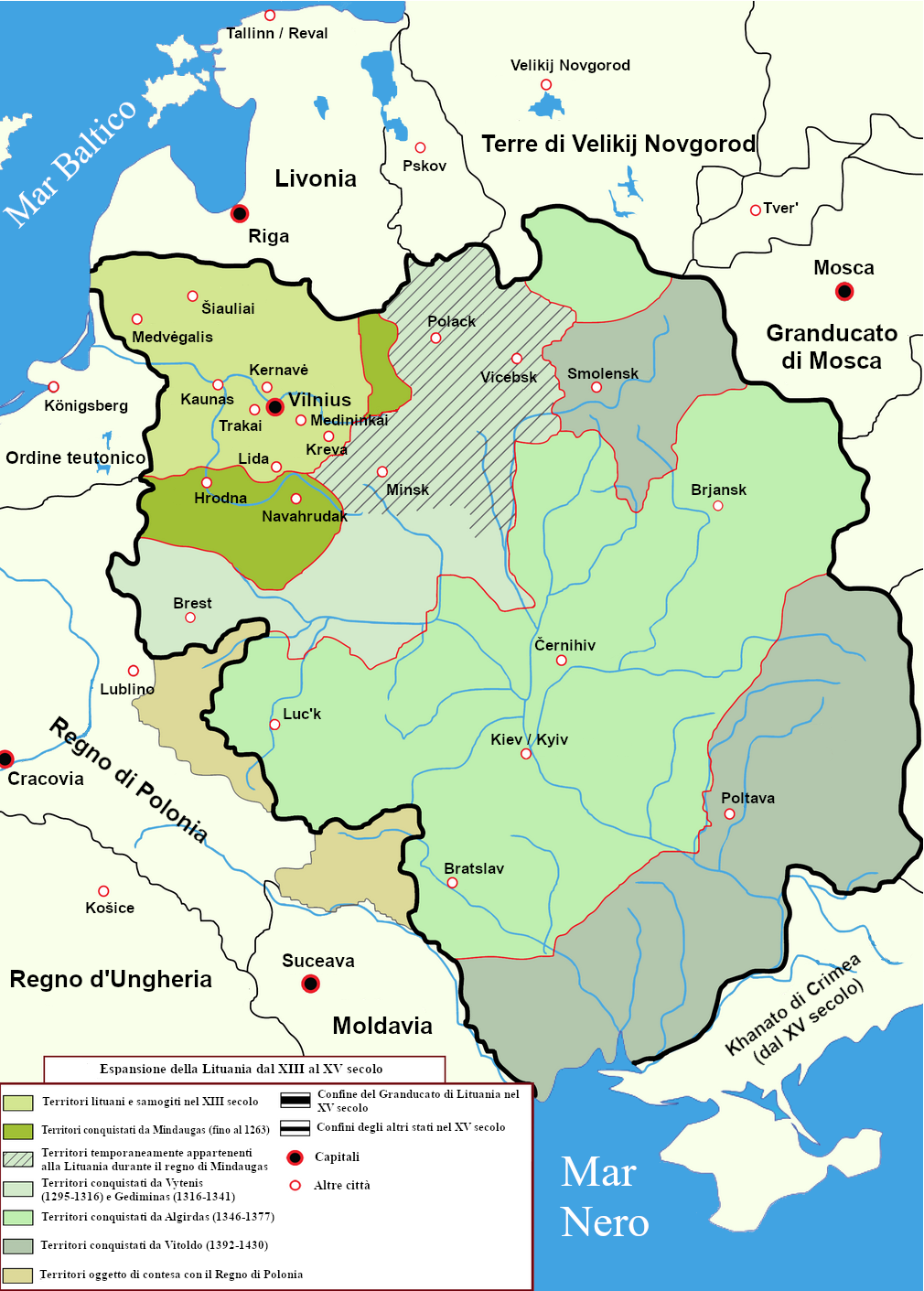
L'area a nord del Mar Nero nel XV secolo.

Ad inizio XV secolo la riva sinistra del fiume Dnestr venne progressivamente abbandonata dal Khanato dell'Orda d'Oro – cui si sostituì il Granducato di Lituania – mentre la sponda destra fu raggiunta dalla graduale espansione del recentemente fondato Principato di Moldavia. Risale a questo periodo la prima menzione del punto doganale moldavo di Tighina: compare in un documento del 1408 mediante il quale il principe Alexandru cel Bun concedeva privilegi fiscali ai mercanti di Leopoli – città situata nel territorio del Regno di Polonia, di cui il sovrano era vassallo – che transitavano da qui. Era infatti battuto a quei tempi un itinerario commerciale che coinvolgeva anche il porto di Cetatea Albă sul Mar Nero e la capitale moldava Suceava, permettendo lo scambio di merci, attraverso la Polonia, con le città anseatiche grazie all'attività di mercanti di varie nazionalità, inclusi quelli della Repubblica di Genova.
I ridotti scavi archeologici condotti negli anni 1960 identificarono nell'area dell'attuale costruzione le tracce di una fortificazione in legno e terra battuta risalente al XV secolo. La storiografia rumenofona ritiene che i documenti del tempo confermino l'esistenza di un posto di guardia a presidio del guado sul Dnestr, considerato parte del più ampio complesso di strutture militari presenti sulla riva destra del fiume – fortezze di Cetatea Albă, Orhei, Soroca e Chotyn – a tutela della sicurezza del Principato. Gli storici russofoni propendono invece per l'ipotesi che le tracce rinvenute fossero quelle di un forte costruito da popolazioni tatare, predatandolo al XIV secolo. Le numerose teorie in merito a presunte fortificazioni erette nel territorio di Tighina in epoche ancora precedenti da Daci, Romani, Bizantini, Genovesi o Lituani non sono invece supportate da alcuna evidenza archeologica o documentale.
Nella seconda metà del XV secolo assunsero il controllo della riva sinistra del Dnestr i Tatari del Khanato di Crimea, che da qui compirono frequenti incursioni sulla sponda moldava del fiume. I Tatari ottennero il controllo de facto della dogana di Tighina e dei relativi dazi riscossi, costruendo, secondo fonti antiche, anche due torri in pietra a controllo del guado: una sulla sponda sinistra nel 1484 – distrutta nel secolo successivo – ed una sulla sponda destra tra il 1512 e il 1520, che sarebbe stata successivamente inglobata nella fortezza stessa. Alla costruzione delle torri avrebbe contribuito l'Impero ottomano, potente alleato del Khanato di Crimea in guerra con la Moldavia, che in quel periodo si espanse verso nord avviando una fase di progressivo assoggettamento del Principato. Gli Ottomani annetterono nel 1484 l'area del Budžak e nel 1538 arrivarono ad espugnare la capitale Suceava.
L'Impero ottomano garantì il mantenimento dell'indipendenza al Principato di Moldavia, avviando con l'insediamento del nuovo sovrano Ștefan Lăcustă secoli di vassallaggio, mentre il khan Sahib I Giray ottenne, in cambio dell'aiuto militare fornito, la realizzazione di alcune opere difensive, tra le quali l'edificazione di una fortezza in prossimità del guado di Tighina.

## Edificazione

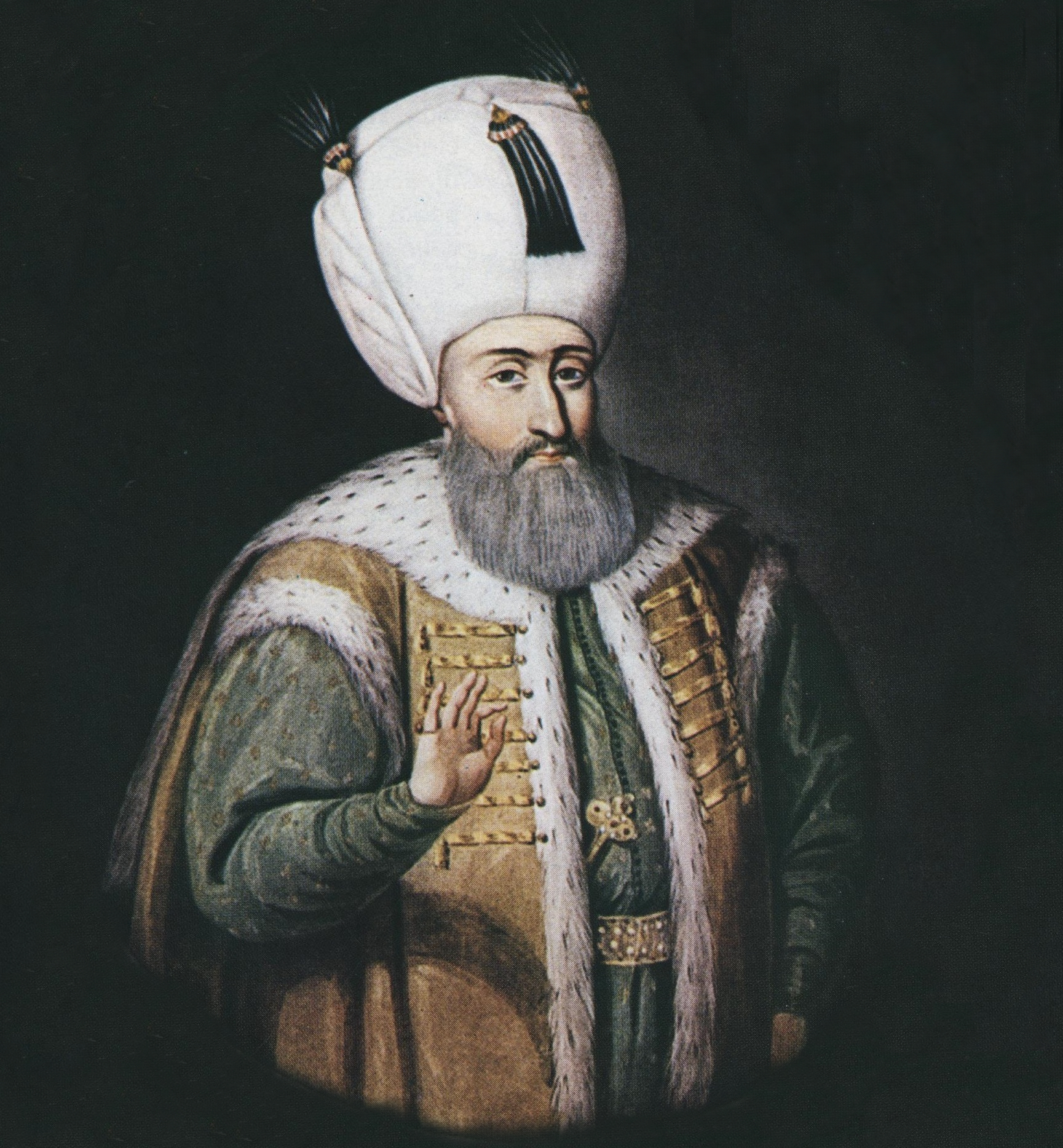
Solimano il Magnifico ordinò la costruzione della cittadella del 1538.

In vista della realizzazione della fortezza, il sultano Solimano il Magnifico stabilì una guarnigione presso il guado di Tighina, facendo cambiare il nome del luogo in "Bender", termine turco di derivazione persiana che significa "porto" oppure "passaggio fortificato". Fu la premessa per risolvere le tensioni tra Moldavi e Tatari, procedendo con l'assorbimento della zona nel territorio dell'Impero: venne ricompresa assieme al Budžak in un sangiaccato con sede ad Akkerman (nome turco di Cetatea Albă), parte del Beylerbeylik di Rumelia.
Il progetto della struttura è sin da tempi antichi attribuito a Sinān – il quale prese parte alla spedizione in Moldavia quando era prossimo alla promozione ad architetto imperiale – che individuò l'area sita sulla sponda più elevata del fiume, dove già sorgeva la precedente costruzione in legno e terra battuta che venne rasa al suolo per edificare la fortezza in pietra. Secondo una fonte antica, il nuovo fabbricato inglobò anche la torre ottagonale successivamente denominata torre armena che sarebbe stata costruita nel periodo di controllo tataro del guado. La realizzazione del nucleo originario (costituito da una cittadella) fu affidata a maestranze locali ed avviata immediatamente, come testimoniato da un'epigrafe in marmo incisa in lingua persiana che venne affissa sulla torre della porta:
Nell'epigrafe l'espressione "bey del mare" si riferisce ai bey di Crimea alleati degli Ottomani, il termine "Roma" è da intendersi quale "Nuova Roma" – ovvero Costantinopoli – mentre la datazione "Anno 945" è calcolata secondo il calendario islamico ed indica gli anni 1538-1539. Oltre che dall'epigrafe, della quale esistono solo copie perché l'originale venne rimosso dalla cittadella successivamente al 1822 ed andò perduto, si ha notizia dell'edificazione da una lettera del 1541 indirizzata a Ferdinando I d'Asburgo, in cui la fortezza è indicata come «di recente costruzione».

## Periodo ottomano
La struttura restò in possesso del suo costruttore, l'Impero ottomano, per quasi 300 anni, durante i quali la sua importanza strategica crebbe costantemente, accompagnata in una prima fase da espansione architettonica.

### XVI secolo

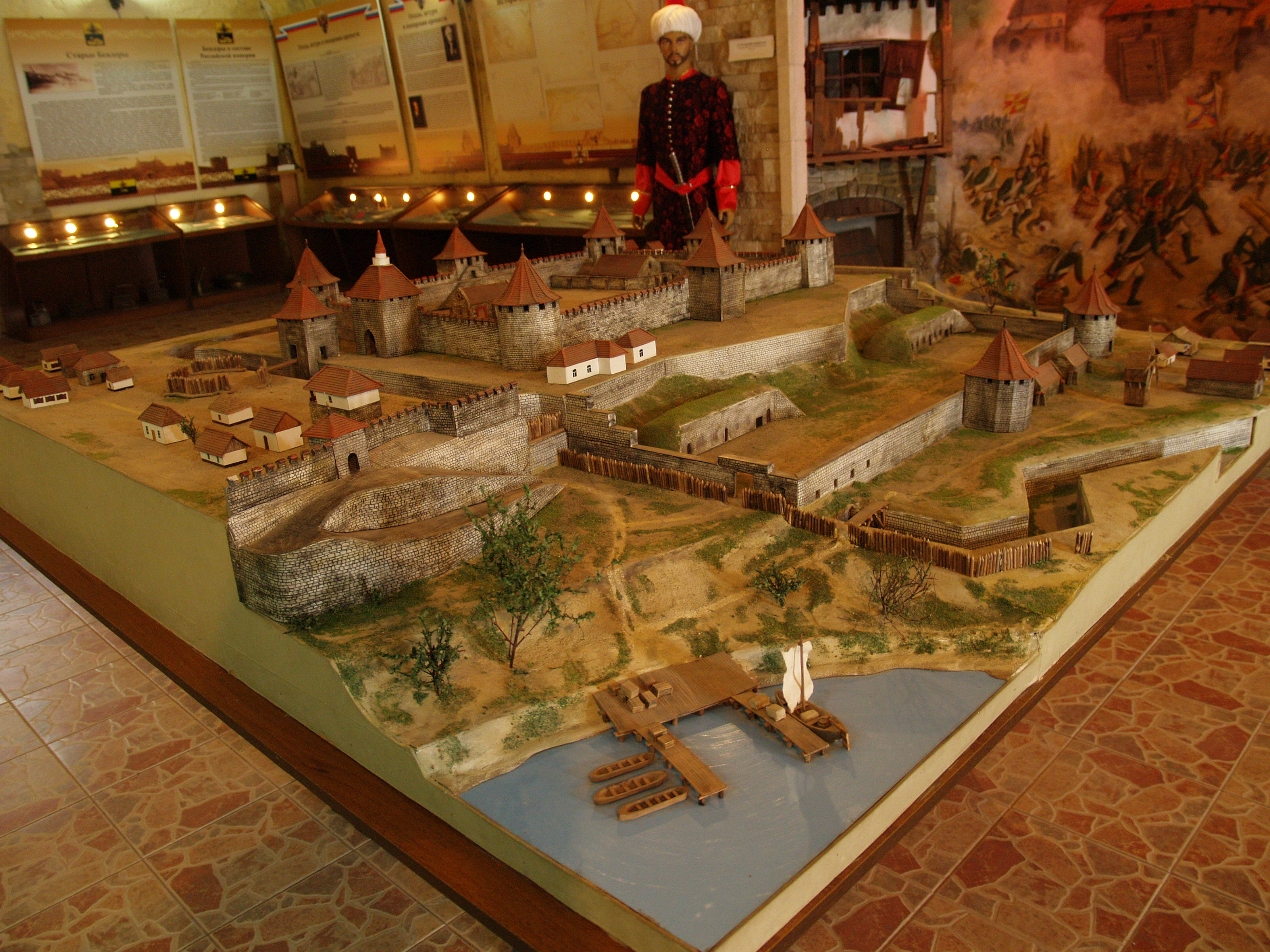
Plastico raffigurante la fortezza inferiore (edificata nel 1584) e più in alto la cittadella del 1538.

La cittadella del XVI secolo aveva la funzione di centro amministrativo del qaḍāʾ di Bender – definito in romeno "raya" – ed ospitava al suo interno anche una moschea, sita nella torre della porta. La presenza militare era costituita da una guarnigione di 500 uomini guidata da un comandante denominato "dizdar": si trattava di un contingente non particolarmente nutrito che, assieme alla semplice configurazione architettonica, rese la struttura vulnerabile ad attacchi nemici.
Già nel 1540 vi fu un infruttuoso assedio guidato da boiardi moldavi che si ribellavano al vassallaggio del loro Principato, seguito nei decenni successivi da ripetuti attacchi dei Cosacchi, formazioni armate composte da popolazioni slave che compivano le loro incursioni incoraggiate dalla Confederazione polacco-lituana. All'attività cosacca faceva da contraltare quella dei Tatari sempre alleati dell'Impero ottomano, dediti a periodiche razzie nel territorio del Regno di Polonia – il cui confine si trovava alcune decine di chilometri a nord di Bender – in un quadro di tensione tra le due potenze che andò deteriorandosi fino a degenerare nelle guerre polacco-ottomane.
Nel 1574 un contingente di Cosacchi e Moldavi ribelli capitanato dal principe Ioan cel Cumplit preferì all'assedio diretto il taglio delle linee di rifornimento, ma anche in questo caso l'azione non ebbe successo. In seguito a questo avvenimento ed all'intensificarsi delle incursioni cosacche che regolarmente saccheggiavano l'insediamento civile esterno senza attaccare la fortezza, nel 1579 venne costruito dagli Ottomani un piccolo forte sulla sponda opposta del fiume, con funzione di supporto. Un'azione cosacca nella primavera del 1583 distrusse il nuovo forte e, per la prima volta, riuscì a penetrare all'interno della fortezza di Bender, distruggendo parzialmente anch'essa; nell'ottobre dello stesso anno un'ulteriore spedizione di Cosacchi la raggiunse, venendo sconfitta da un contingente militare inviato dal beilerbei di Rumelia che contò sull'ausilio di 1 500 giannizzeri.
La vulnerabilità della fortezza spinse nel 1584 il sultano Murad III ad ordinarne l'ampliamento, affidandone la realizzazione al fedele principe moldavo Petru Șchiopul: vennero ricostruite le parti distrutte l'anno precedente, ampliato il fossato e creato il nuovo sistema di torri e cortine della fortezza inferiore. Agli interventi architettonici fece seguito l'allargamento della guarnigione, ma questo non impedì nuove spedizioni cosacche che continuarono fino agli anni 1590 causando ripetuti incendi all'insediamento urbano esterno, nuovi danni alla fortezza e conseguenti lavori di riparazione sempre affidati al principato moldavo. L'ascesa al trono di Aron Tiranul ed il conseguente cambio di alleanze fecero da preludio alla lunga guerra, che portò nel 1595 ad un nuovo assedio moldavo-cosacco alla fortezza, risoltosi con un fallimento.
Le continue lotte della seconda metà del XVI secolo causarono l'impoverimento di tutto il Budžak, che da terra fertile si trasformò in un'area sottopopolata. A questo fenomeno si contrappose la crescente importanza politica della fortezza e di Bender, che divenne sede del sangiaccato ora inserito nel neonato eyalet di Silistra; nel 1595 fu il sanjak-bey di Bender Ahmed-Bey a firmare a Cecora – nell'ambito della guerra dei Magnati di Moldavia – un trattato con Jan Zamoyski della Confederazione polacco-lituana.

### XVII secolo

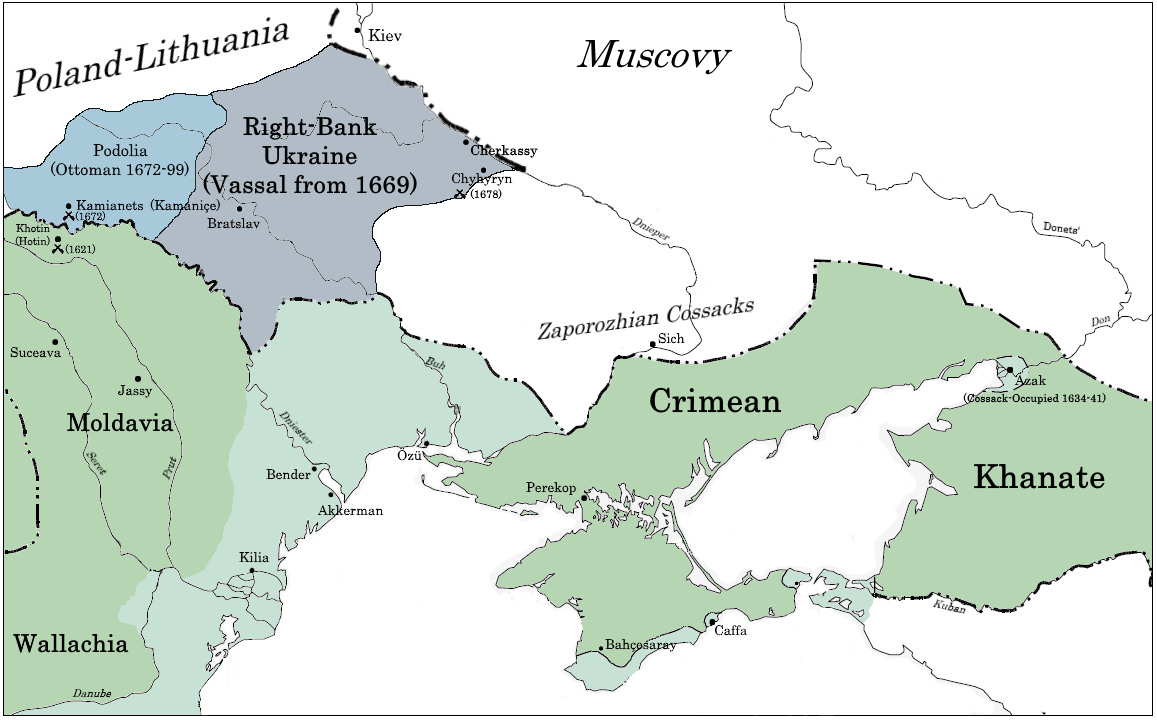
L'espansione ottomana a nord di Bender nel XVII secolo.

I primi decenni del XVII secolo videro le incursioni cosacche disinteressarsi di Bender e della fortezza (con l'eccezione dell'azione del 1608) prediligendo le aggressioni agli insediamenti tatari, accresciuti nel Budžak in seguito alla migrazione di discendenti dell'Orda Nogai che andarono a formare un'orda locale. Il periodo di relativa calma permise nuovi lavori strutturali avviati sotto il sultano Ahmed I, che inclusero una accurata ricostruzione delle fortificazioni e la creazione tra il 1617 e il 1619 della fortezza esterna: un sistema di larghi fossati protetti da bastioni in terra cruda che ricomprese al suo interno anche i caseggiati costruiti esternamente alla fortezza inferiore.
Nel 1618 si tenne nella fortezza il consiglio di guerra ottomano precedente la battaglia di Kam"janec'-Podil's'kyj contro la Confederazione polacco-lituana: qui il beilerbei di Silistra Iskender Pascià si riunì con gli ospodari di Moldavia e Valacchia Radu IX Mihnea e Alexandru IV Iliaș. La fortezza non fu direttamente coinvolta dalla prima guerra polacco-ottomana, ma la conseguente pace di Chocim del 1621 citò espressamente Bender nelle clausole del trattato in cui la parte ottomana assumeva l'impegno formale a sospendere le incursioni tatare. Già pochi mesi dopo il trattato, il khan dell'Orda Budžak Temir venne al contrario nominato beilerbei di Silistra e le razzie in territorio polacco continuarono, protraendosi anche oltre la sua deposizione avvenuta nel 1623. Da alcune fonti antiche si apprende che il khan Temir aveva già ricoperto in precedenza la carica di sanjak-bey di Bender e che nel suo breve periodo a capo dell'eyalet potrebbe aver spostato la sede dello stesso nella fortezza in riva al Dnestr.

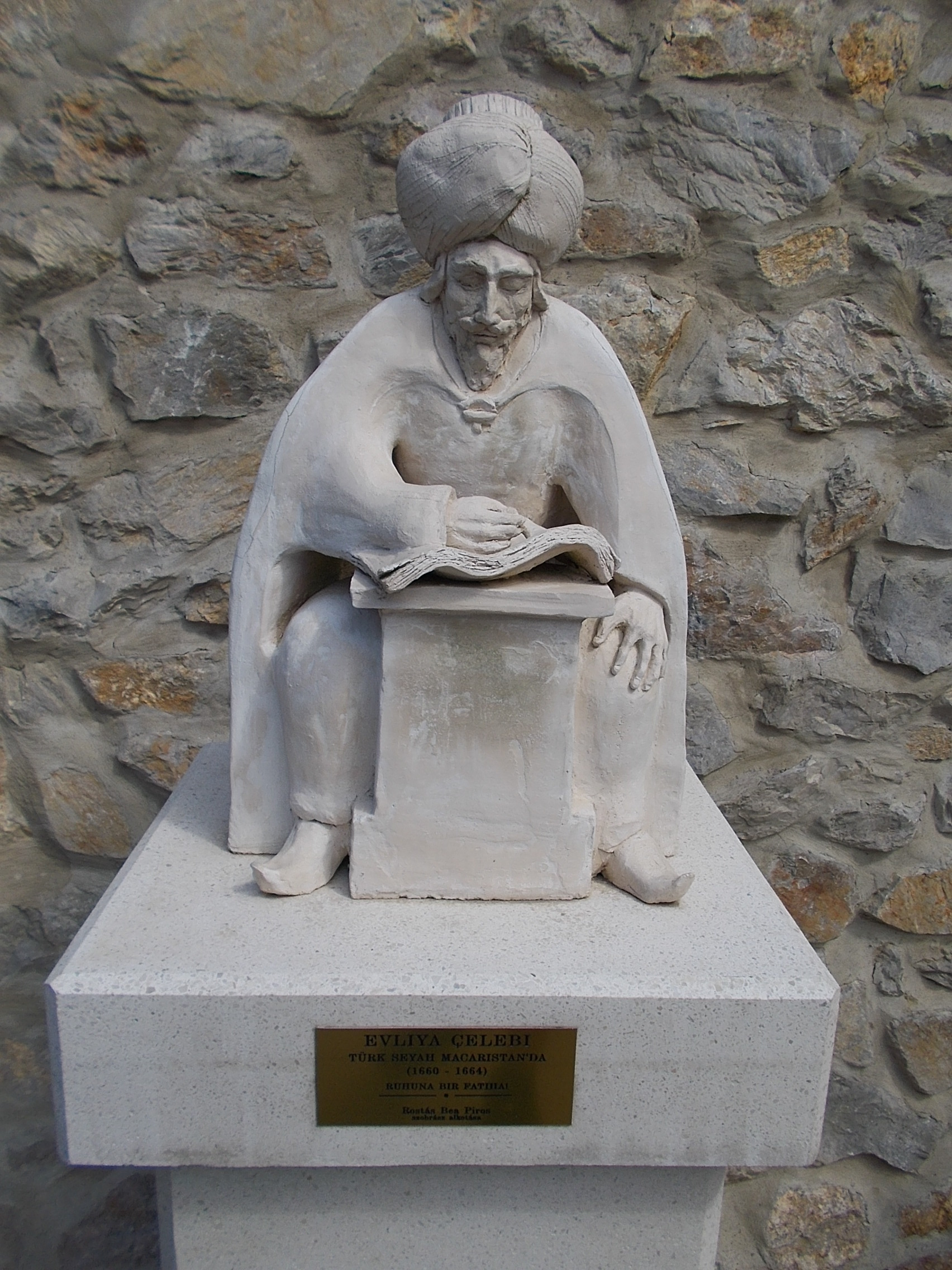
Evliya Çelebi visitò la fortezza nel 1657 e la descrisse in Seyahatnâme.

In generale la rilevanza di Bender e della fortezza erano in continua ascesa, con l'insediamento diventato tra l'altro il principale deposito per il frumento – importante risorsa economica – proveniente da Özi, città subentratale quale sede dell'eyalet. Nel 1637 il viaggiatore italiano Niccolò Barsi, un missionario francescano originario della Repubblica di Lucca, visitò la città riportando che era fortificata con possenti mura, profondi fossati e difesa da numerosi pezzi d'artiglieria. Un'ulteriore e più dettagliata descrizione venne redatta nel 1657 dallo scrittore ottomano Evliya Çelebi, che indicò la presenza tra cittadella e fortezza inferiore di due moschee e trecento abitazioni – tutte rivolte verso il fiume – oltre a presentare la struttura quale una delle fortificazioni meglio realizzate nell'Impero, con 9 000 soldati e 3 000 azap di stanza, 7 caserme di giannizzeri e 70 cannoni dislocati sulle torri, orientati principalmente verso il Dnestr a proteggere il guado. Al riguardo della fortezza esterna scrisse:
A spostare temporaneamente a maggior distanza da Bender confini e minacce giunsero anche l'avvio del vassallaggio da parte dell'Etmanato cosacco guidato da Petro Dorošenko e la successiva annessione della Podolia nel 1672 in conseguenza del trattato di Bučač. Verso la fine del secolo tornarono a registrarsi attacchi da parte di Moldavi e Cosacchi ribelli, che nel 1683 guidati dal principe Ștefan Petriceicu e dall'etmano Stefan Kunicki attaccarono la fortezza, desistendo dopo 11 giorni di assedio.

### Prima metà del XVIII secolo

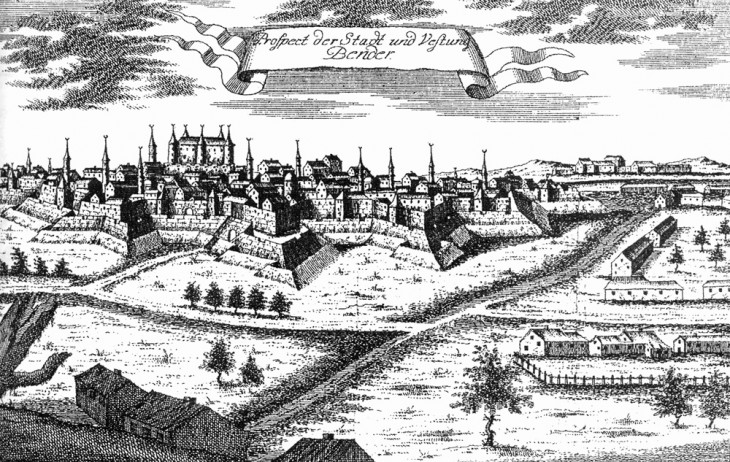
L'aspetto eclettico della fortezza nel XVIII secolo.

La pace di Carlowitz nel 1699 ed il trattato di Costantinopoli nel 1700 gettarono le basi per i nuovi rapporti internazionali dell'Impero ottomano, che da un lato raggiunse la pace stabile con la Confederazione polacco-lituana e dall'altro pose una tregua al recente confronto con l'emergente realtà nord-orientale del Regno russo. La cessione a quest'ultimo della città di Azov, e conseguentemente di uno sbocco sul Mar Nero, fecero tornare a crescere la rilevanza strategica di Bender, che per un periodo di tempo limitato divenne nuovamente sede dell'eyalet e da cui il beilerbei Yusuf Pascià avviò una serie di relazioni diplomatiche con i regnanti delle nazioni vicine.
Fu in questo contesto che nel primo decennio del XVIII secolo vennero svolti, su incarico del sultano Ahmed III, importanti interventi architettonici al riguardo della fortezza esterna dai principi danubiani Constantin Brâncoveanu e Antioh Cantemir: sotto la guida di ingegneri francesi furono allargati i fossati e rivestite in pietra le opere di difesa di quello superiore, create nuove corti, rafforzati i bastioni ed erette nuove postazioni per l'avvistamento. Anche all'interno furono create nuove strutture, come il palazzo del pascià ed ulteriori moschee, oltre a pozzi acquiferi da utilizzare in caso di assedi. La struttura assunse il tipico assetto di una fortificazione alla moderna, dando vita ad una commistione di stili a causa del mantenimento della connotazione esotica del settore interno della fortezza, amplificata dalla presenza di comunità cristiane attive da lunga data che potevano contare anche sulla presenza di una chiesa a loro dedicata esterna alle mura.
Nel 1709 un esercito straniero si accampò all'esterno della fortezza: in seguito alla sconfitta nella battaglia di Poltava patita nell'ambito della grande guerra del nord contro il Regno russo, riparò infatti qui ciò che restava dell'esercito svedese-cosacco, guidato dal re Carlo XII e dall'atamano Ivan Mazeppa. Da questo campo l'anno seguente Pilip Orlik – eletto atamano in seguito alla morte di Ivan Mazeppa – promulgò uno dei primi esempi di costituzione basata sulla teoria della separazione dei poteri, considerata progenitrice della Costituzione dell'Ucraina.

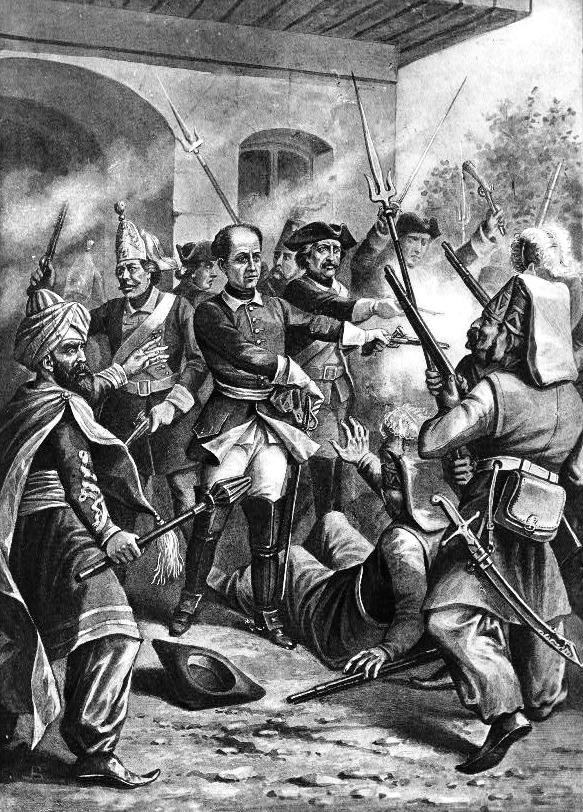
L'arresto di Carlo XII di Svezia, avvenuto nei pressi della fortezza nel 1713.

Il soggiorno di Carlo XII e degli atamani cosacchi fu nel complesso piuttosto tumultuoso: il sovrano svedese accolto con gli onori regali, anche in virtù del consolidato rapporto con Yusuf Pascià che venne rimosso poco dopo, radunò un cospicuo contingente di soldati cosacchi – cui si aggiunse il crescente numero di truppe ottomane inviate alla fortezza – e persuase Ahmed III a dichiarare guerra alla Russia. Pietro il Grande rispose con una campagna militare in Moldavia durante la quale evitò di dirigersi verso la ben protetta fortezza di Bender, venendo comunque sconfitto e firmando nel 1711 la pace del Prut. Carlo XII, che aveva nel frattempo costruito un piccolo insediamento a breve distanza dalla fortezza presso Varnița, insistette perché riprendessero le azioni militari contro il Regno russo, contattando direttamente il sultano. Ahmed III – annoiato dall'insistenza del sovrano svedese e dalle spese per il sostentamento del suo contingente – inviò nel 1713 il serraschiere della fortezza Ismail Pascià ad intimargli di allontanarsi dal territorio del suo Impero; al rifiuto di Carlo XII, i soldati ottomani lo arrestarono dopo una breve scaramuccia e lo imprigionarono nel presidio. Con l'intenzione di mantenere comunque viva l'alleanza con lo Stato scandinavo, il sultano inviò il gran visir Silahdar Süleyman Paşa per punire gli autori dell'azione da lui stesso ordinata e fece trasferire il re svedese a Edirne, permettendogli infine di rientrare in patria nel 1714.
I soldati di stanza nella fortezza dovettero sedare una rivolta tatara nel 1728 e furono successivamente impegnati nella nuova guerra contro l'Impero russo scoppiata nel 1735. Nel 1737 tentarono senza successo di riconquistare Özi, caduta in mano nemica, mentre l'anno successivo fu il feldmaresciallo russo Burkhard Christoph von Münnich a muovere un infruttuoso avvicinamento alla fortezza di Bender. Nel 1739 pianificò nuovamente un attacco alla stessa, cui dovette rinunciare dopo aver conquistato quella di Chotyn per l'arrivo dell'inverno: venuto a conoscenza della negoziazione di un trattato di pace chiese che venisse inclusa una clausola per lo smantellamento della struttura da parte dell'Impero ottomano, ma la stessa non fu poi ricompresa nel trattato di Belgrado che mise fine alle ostilità. In seguito alla pace, nel 1740 e 1741 la fortezza di Bender ospitò una delegazione diplomatica russa composta da oltre 500 persone, che vi sostò diversi mesi durante i viaggi di andata e ritorno tra le capitali San Pietroburgo e Costantinopoli.

### Seconda metà del XVIII secolo

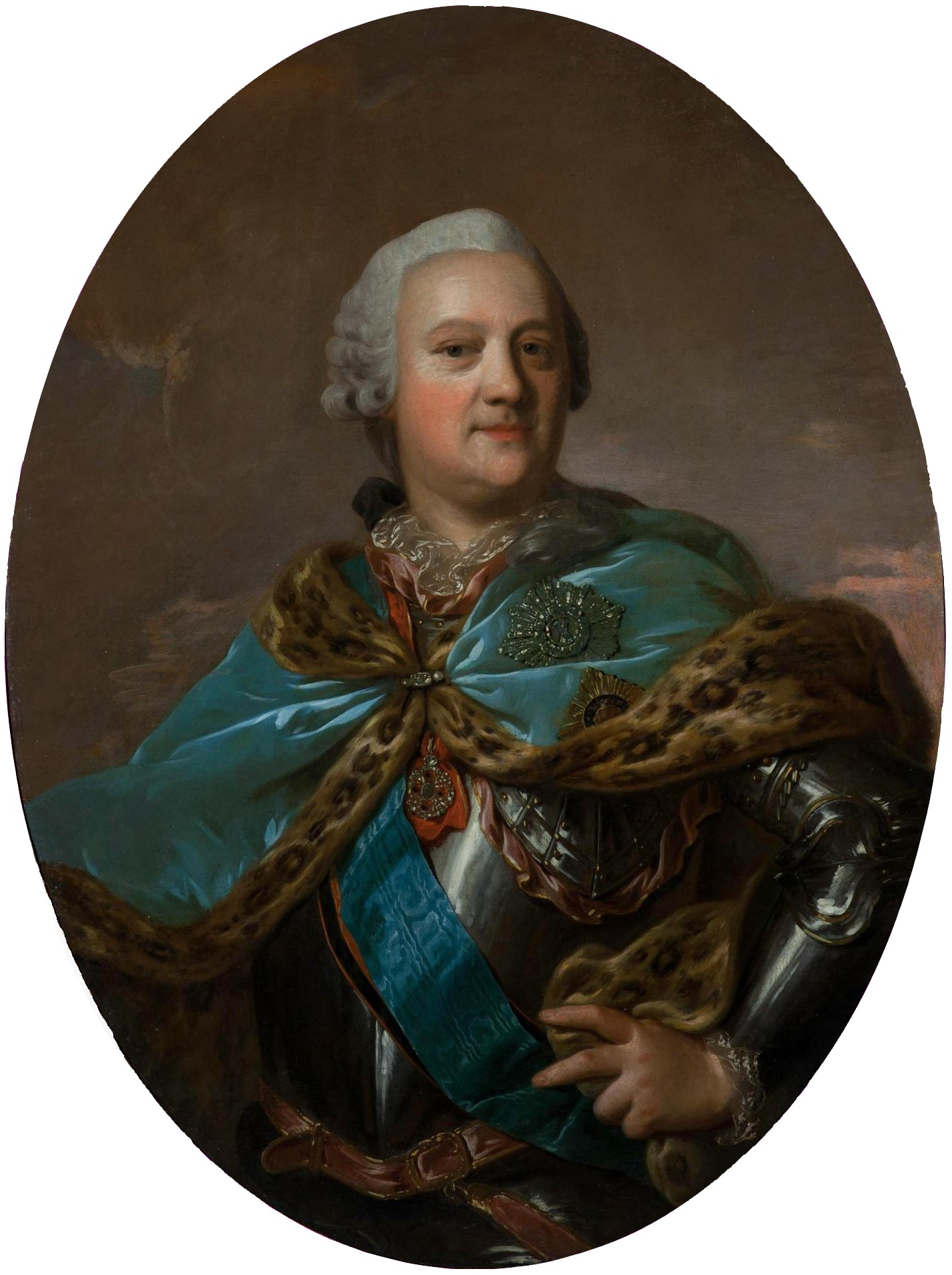
Nel 1770 il generale russo Pëtr Panin espugnò la fortezza.

L'ascesa al trono di Caterina la Grande, avvenuta nel 1762, portò ad un mutamento della politica estera russa che, unito ai consiglieri bellicisti del sultano Mustafa III, causò lo scoppio di un nuovo conflitto a partire dal 1768. In questo ambito due anni più tardi l'esercito russo inviò un'armata – guidata dal generale Pëtr Rumjancev – in Valacchia, mentre una seconda di dimensioni più ridotte e condotta dal suo omologo Pëtr Panin fu incaricata di conquistare cinque fortezze ottomane nell'area del Dnestr, cominciando da Bender. Il contingente d'assalto era formato da 33 000 soldati e poteva contare su 197 cannoni; la fortezza ottomana era difesa da 30 000 uomini e dotata di circa 400 cannoni. Le forze russe circondarono la struttura organizzando un assedio – contravvenendo in tal senso alle indicazioni dell'imperatrice che aveva richiesto un singolo attacco – condotto alternando bombardamenti d'artiglieria all'esplosione di mine in cunicoli scavati al di sotto delle mura della fortezza esterna, alte 5 m e larghe tra 10 e 30 m.
Dopo circa due mesi d'assedio i soldati russi riuscirono, grazie ad una potente esplosione controllata pianificata dall'ingegnere militare Rodion Gerbel', a far breccia nelle mura della fortezza e penetrare all'interno: la guarnigione comandata dal serraschiere Mehmet Emin si arrese e consegnò agli assalitori la città in fiamme. Le perdite dei difensori furono pari a 7 000 morti, mentre nell'esercito dell'Impero russo – di cui erano parte anche il futuro feldmaresciallo Michail Kutuzov ed Emel'jan Pugačëv, destinato a diventare guida dell'insurrezione cosacca del 1773 – perirono 1 600 soldati. Tra i morti di parte turca vi fu il nonno del futuro pittore Ivan Ajvazovskij, mentre il giovanissimo padre si salvò in circostanze fortunose, come fece la madre del futuro poeta Vasilij Žukovskij. Sebbene l'azione avesse consentito a Rumjancev di vincere le battaglie del Larga e di Cahùl privando l'esercito ottomano di rinforzi, quando l'imperatrice Caterina II venne a sapere che in un lungo lasso tempo era stata conquistata una sola fortezza, peraltro completamente distrutta all'interno, ne fu delusa. Il successivo trattato di Küçük Kaynarca del 1774 restituì la fortezza di Bender all'Impero ottomano, che in cambio dovette spostare la sede del serraschiere ad Ismail e rinunciare al secolare vassallaggio del Khanato di Crimea.
Il trattato di Aynalıkavak del 1779 stabilì la non ingerenza dell'Impero russo sul Khanato di Crimea ed in seguito allo stesso alcune aree della riva sinistra del Dnestr vennero ricomprese nel territorio del sangiaccato di Bender: parte delle negoziazioni con i Tatari si tennero presso la fortezza dove fu istituita nuovamente la presenza di un pascià, con incarico affidato a Dağıstanlı Ali. Nel 1783 l'Impero russo violò il trattato annettendo il territorio del Khanato, azione che portò in pochi anni ad un'ulteriore guerra russo-ottomana. La fortezza di Bender – che era stata restaurata dal principe moldavo Alessandro Ypsilanti su ordine del sultano Abdül Hamid I e contava in tempo di pace su una guarnigione di 6 650 giannizzeri – si preparò a resistere ad un nuovo assedio facendo scorte alimentari ed aumentando i suoi occupanti sino a 20 000 persone. Nel 1789 gli scontri con i Cosacchi all'esterno della struttura fecero da preludio all'arrivo dell'armata russa guidata dal generale Grigorij Potëmkin – composta tra gli altri dai futuri generali Nikolaj Raevskij e Valerian Zubov – che raggiunse Bender dopo aver conquistato Özi. L'assedio fu sostanzialmente privo di azioni da ambo le parti e si concluse dopo circa quattro mesi con la resa della fortezza, causata principalmente dalla sopraggiunta caduta di Akkerman e dalla sconfitta del gran visir Cenaze Hasan Pascià nella battaglia di Rymnik, sebbene sia stato ipotizzato che la stessa sia avvenuta in seguito alla corruzione del pascià di Bender.

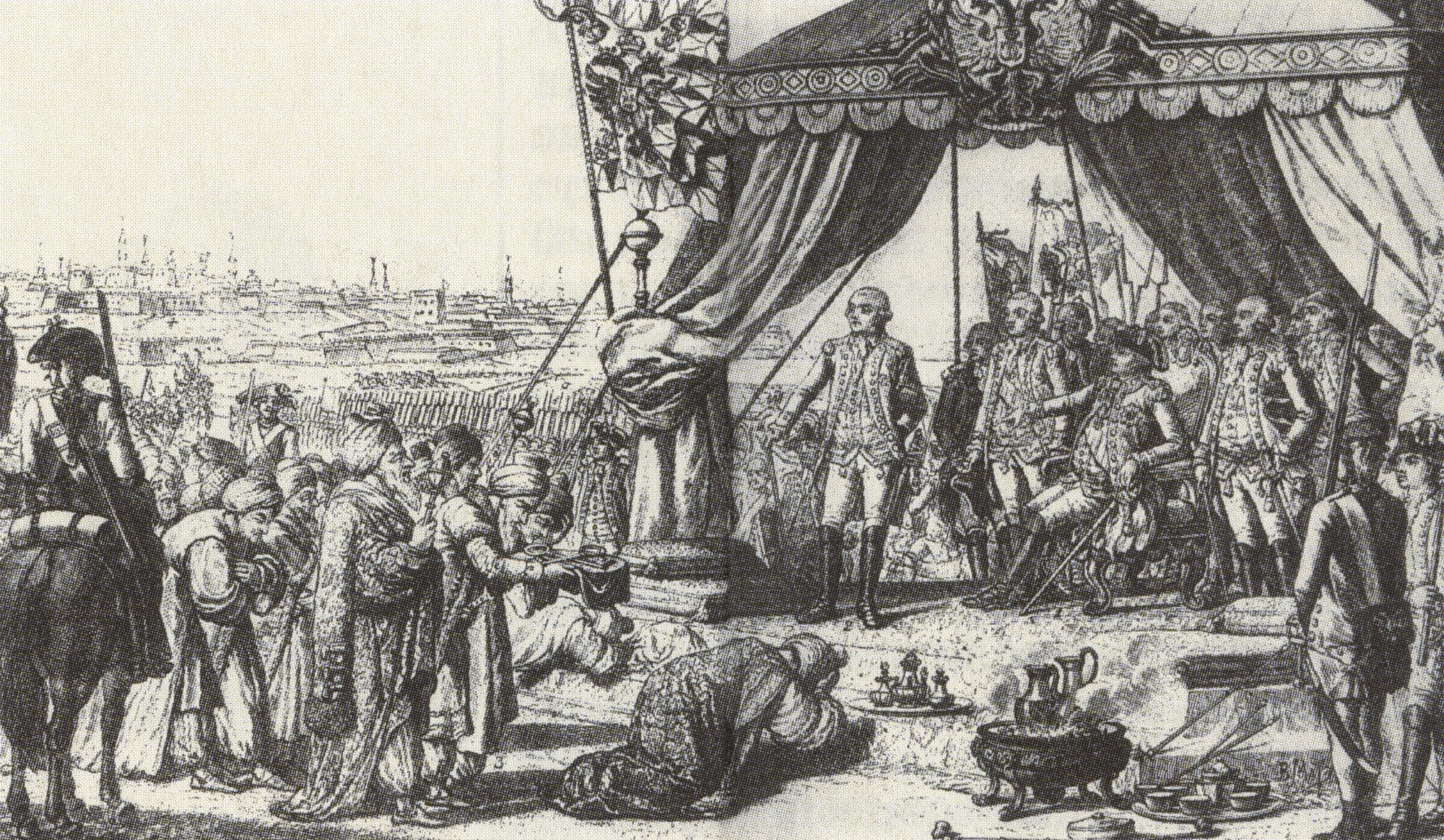
La resa della fortezza al generale russo Grigorij Potëmkin, nel 1789.

Il funzionario dell'esercito russo Leyon Pierce Balthasar von Campenhausen, nella sua descrizione della fortezza redatta al termine dell'assedio, evidenziò la ricchezza della stessa – derivante anche dalla vivace attività commerciale – addebitando l'esito dell'assedio a divergenze interne alla guarnigione. Egli indicò che la fortezza esterna era dotata di 7 porte e le sue vie erano strette e sporche: pose l'accento sulle precarie condizioni igieniche generali, sugli interni spogli delle locande e sulle abitazioni prive di vetri alle finestre, contrapponendoli alla maestosità della moschea-cattedrale dedicata a Munkar e Nakīr. Complessivamente le moschee della fortezza erano a quel tempo 10 ed il generale Potëmkin – stabilitosi a Bender nonostante l'epidemia di peste in corso, analoga a quella già verificatasi nel 1785 – ne fece convertire 4 in chiese: la moschea-cattedrale divenne la cattedrale ortodossa di San Giorgio, un'altra moschea destinata al culto ortodosso fu dedicata alla Trinità, una fu assegnata alla congregazione cattolica ed una a quella armena, quest'ultima in sostituzione dell'edificio che tale comunità utilizzava già in precedenza.
Con il trattato di Iași del 1792 la fortezza venne restituita (per la seconda volta in meno di due decenni) all'Impero ottomano e la Russia ottenne Özi (ribattezzata Očakov) e lo Yedisan, cui aggiunse ulteriori territori grazie alla spartizione della Polonia dell'anno successivo, raggiungendo il controllo sull'intera riva sinistra del Dnestr: Bender tornò ad essere sede dell'eyalet ed avamposto di frontiera. Il sultano Selim III incaricò l'ingegnere e cartografo francese François Kauﬀer di svolgere lavori di rafforzamento dei bastioni della fortezza, condotti dal 1793 al 1795. Vennero riconvertite in moschee tutte le chiese della fortezza e nel 1801 diversi edifici siti all'interno della stessa furono seriamente danneggiati dall'esplosione accidentale di un carico di polvere da sparo.

## Periodo russo
L'Impero russo ottenne il controllo politico della fortezza dopo averla conquistata militarmente per tre volte e lo mantenne per 105 anni, riconoscendo ufficialmente la sopraggiunta scomparsa della funzione strategica della struttura al termine del XIX secolo.

### XIX secolo

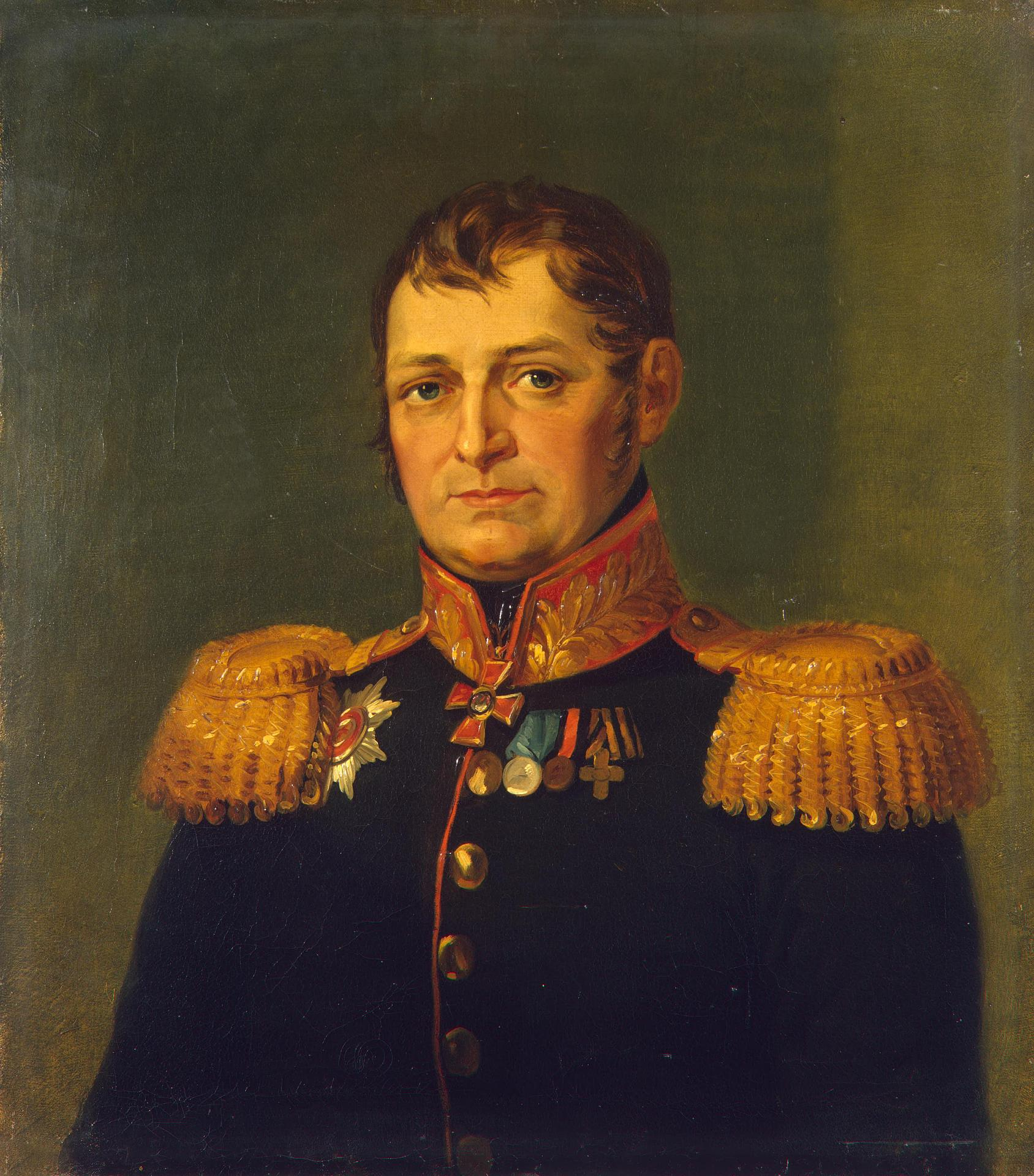
Il generale Timofey Zbievsky comandò la fortezza dal 1817 al 1828.

Nell'ampia cornice delle guerre napoleoniche, nel 1806 l'imperatore Alessandro I di Russia diede ordine al proprio esercito di attaccare l'Impero ottomano e la prima azione fu la conquista delle fortezze dell'area del Dnestr, che si arresero senza combattere. A Bender l'altolocato pascià Cenaze Hasan – in passato già gran visir – aprì le porte all'armata del generale Feofil Meyendorf dopo essere stato corrotto. Alla presa della fortezza seguirono fruttuose trattative con i Tatari dell'area affinché rimanessero pacifici, quindi l'armata – nella quale uno degli aiutanti del generale era Ivan Kotljarevs'kyj, successivamente considerato padre della letteratura ucraina moderna – proseguì per la città di Ismail contemporaneamente allo scoppio dell'ennesima guerra russo-ottomana; la guarnigione rimasta a Bender comandata dal generale Michail Chitrovo saccheggiò la fortezza, razziando tutte le merci che vi si trovavano e depredando gli edifici più ricchi, come il lussuoso palazzo del pascià che venne completamente distrutto.
I militari russi giudicarono la fortezza vulnerabile dal punto di vista strategico ed avviarono lavori di restauro: con il coinvolgimento della popolazione locale rimasta abbatterono gli edifici sorti esternamente e ne restaurarono alcuni all'interno, inclusa la caserma dei giannizzeri. Nel 1807 la moschea già divenuta chiesa della Trinità in seguito al precedente assedio fu nuovamente convertita e dedicata in questa occasione ad Aleksandr Nevskij, mantenendo l'originario arredamento ligneo del suo interno a due piani. Dal 1810 parte della popolazione che era fuggita al termine dell'assedio cominciò a fare il suo ritorno e contestualmente il generale Karl Opperman stabilì la necessità di ulteriori lavori di adeguamento della struttura, preludio allo stanziamento di fondi avvenuto nel 1811 grazie alla classificazione della fortezza tra quelle strategiche per l'Impero russo. Siglato nel 1812 con l'Impero ottomano, il trattato di Bucarest ufficializzò il passaggio alla Russia del Budžak e di parte del territorio del Principato di Moldavia: queste aree vennero ricomprese nella neonata oblast' di Bessarabia ed il toponimo della fortezza fu russificato in Bendery.

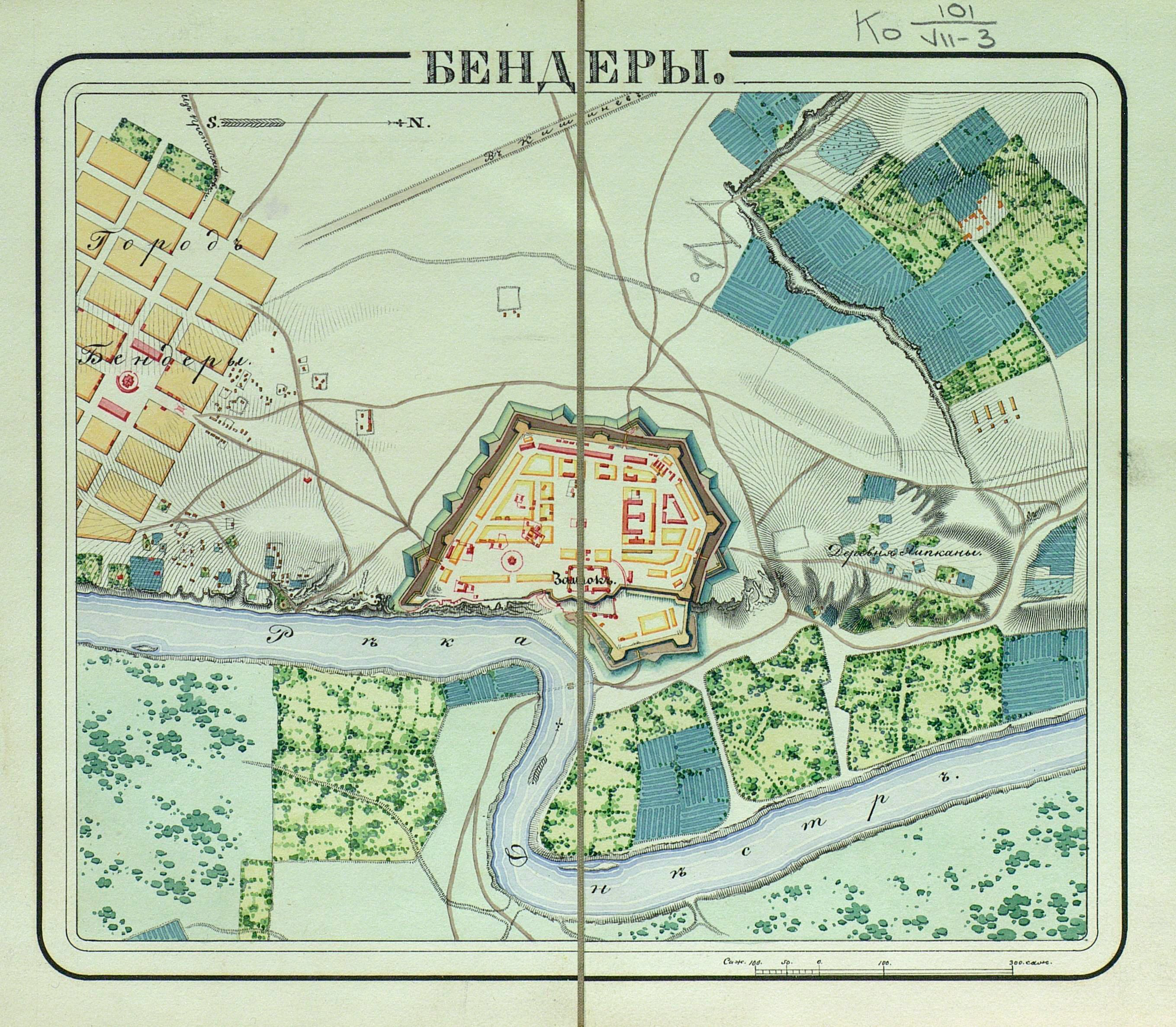
Pianta della fortezza negli anni 1830: a sud lo sviluppo della città moderna.

A partire dal secondo decennio del XIX secolo i nuovi occupanti modificarono la fortezza secondo i loro canoni: ad un ripristino delle strutture prettamente militari venne abbinata la demolizione della maggior parte delle strutture civili presenti all'interno, con contemporanea pianificazione urbana dello sviluppo della città a circa 500 m a sud delle mura. All'interno procedettero inoltre ad edificare un corpo di guardia principale e due secondari, un nuovo magazzino ed una polveriera, mentre dal 1820 gli interventi presero a coinvolgere la fortezza esterna con la costruzione di posti di guardia al di fuori delle mura e di tre lunette a protezione di altrettante porte. I lavori – che procedettero secondo i piani nonostante i due terremoti registrati nel 1821 – vennero coordinati dal generale al comando della fortezza Timofej Zbievskij ed ebbero lo scopo di trasformare la struttura in un luogo sicuro per materiale e truppe del genio militare, oltre che artiglieria ed armamenti in genere. Sempre nel 1821 lo scrittore Aleksandr Puškin, accompagnato dall'amico tenente colonnello Ivan Liprandi, visitò la fortezza mentre si trovava tra Bendery e Varnița per ricostruire le vicende di Carlo XII di Svezia e Ivan Mazeppa. Negli anni 1820 vi furono inoltre numerosi arresti e successive detenzioni nella prigione della fortezza di rappresentanti di minoranze religiose, come i Duchobory, o società segrete come Filikí Etería.
Nel 1828, allo scoppio di una nuova guerra russo-ottomana, la fortezza venne raggiunta dall'imperatore Nicola I che si stava recando al fronte e dalla moglie Aleksandra Fёdorovna che vi soggiornò per qualche giorno assieme alla granduchessa Elena Romanova. L'imperatore visitò anche l'unico edificio di culto rimasto in servizio nella struttura: si trattava di una sistemazione provvisoria in quanto la chiesa di Aleksandr Nevskij era stata demolita tre anni prima perché pericolante ed un nuovo edificio era in corso di costruzione sul precedente sito delle gallerie commerciali ottomane. Durante il conflitto la fortezza di Bendery – ora comandata dal generale Aleksandr Vedemejer – fu utilizzata quale ospedale militare. La guerra terminò nel 1829 con nuove conquiste territoriali russe, mentre la nuova chiesa della fortezza – intitolata anch'essa ad Aleksandr Nevskij – fu inaugurata nel 1833. Nel 1834 venne costruita una caserma di due piani e lo stesso anno il generale francese Auguste Marmont transitò per la fortezza mentre si recava ad Odessa per incontrare il suo omologo russo Michail Voroncov, dichiarandosi concorde all'idea di proseguire nel restauro della struttura per utilizzarla quale deposito. Nel 1838 si verificò un ulteriore terremoto, che causò il crollo parziale di alcuni edifici all'interno della struttura.
Durante la guerra di Crimea, nel 1854 la fortezza fu messa in stato d'allerta: sebbene i combattimenti fossero relativamente lontani dalla stessa, i militari di stanza a Bendery sarebbero dovuti intervenire in caso di sbarco nemico alla foce del Dnestr. Vennero aggiunti numerosi pezzi d'artiglieria e modificata ancora la fortezza esterna, con largo impiego della manodopera civile locale e la distruzione di un villaggio per erigere una nuova linea difensiva. Delle dighe di terra poste su entrambe le sponde del Dnestr funsero da ponte e vennero mantenute anche al termine del conflitto, in sostituzione del precedente servizio di traghetti. Dopo la fine del conflitto – conclusosi con rinunce territoriali da parte della Russia – ripresero le visite imperiali: Alessandro II si recò alla fortezza nel 1861 quando il comandante era il generale Marcelin Ol'ševskij e successivamente nel 1872, arrivando con la ferrovia che da un anno collegava la città al resto della Russia grazie ad un nuovo ponte, venendo accolto da uno spettacolo con danzatori e fuochi d'artificio.

### Declassamento

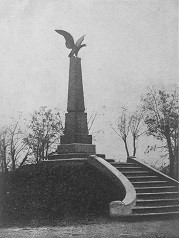
Il monumento del 1912.

A causa dell'evoluzione dell'arte militare la fortezza cominciò a rivelarsi inadeguata ad avere un ruolo difensivo; nel 1880 venne rimossa dall'elenco di quelle strategicamente importanti per l'Impero russo e la città di Bendery cominciò ad essere utilizzata dall'esercito per dislocare permanentemente compagnie: nel 1888 le venne assegnato il "55º reggimento di fanteria Podolsky", che si aggiunse al "Battaglione di fanteria della fortezza di Bendery" istituito nel 1864. Nel 1894 il ministero della guerra valutò l'opportunità di dismettere la fortezza, ritenuta inadatta anche per il semplice controllo del ponte sul Dnestr, inviando una delegazione in loco che propose di trasformarla in magazzino militare. L'anno seguente il ministero deliberò invece per il mantenimento delle strutture difensive e dell'artiglieria, con dislocamento di una compagnia nella fortezza e costruzione di nuovi caseggiati esterni per il controllo del ponte ferroviario, ufficializzando la decisione con un ordine del 1897.
Nel 1904 i soldati dislocati a Bendery vennero inviati a combattere la guerra russo-giapponese, raggiungendo il fronte grazie alla ferrovia Transiberiana recentemente inaugurata. Nel 1912, in occasione del centenario della battaglia di Borodino, i soldati del "55º reggimento di fanteria Podolsky" fecero erigere a proprie spese un monumento all'interno della fortezza in onore dei loro predecessori che – parte dello stesso reggimento – combatterono contro l'esercito di Napoleone Bonaparte. Lo stesso consisteva in un obelisco di labradorite nera montato su una base quadrangolare a tre stadi, raggiunto da una scala di dieci gradini e coronato da un'aquila di bronzo con le ali dispiegate. Per la sua inaugurazione si tenne un corteo con partenza dalla cattedrale cittadina e arrivo nella fortezza che presentava tutti gli edifici decorati per l'evento, con successiva liturgia presso la chiesa di Aleksandr Nevskij.
La fortezza non venne coinvolta direttamente dalla prima guerra mondiale, ma il reggimento ed il battaglione qui di stanza lasciarono Bendery nel 1914 per raggiungere il fronte orientale e prendere parte alla battaglia di Galizia. Nel 1916 venne creato un padiglione reale all'interno della fortezza, sito a fianco della chiesa di Aleksandr Nevskij, in occasione della visita in città dell'imperatore Nicola II con al seguito la moglie Aleksandra Romanova ed i figli. Il sovrano era a Bendery per incontrare il generale Aleksej Brusilov in procinto di lanciare la propria offensiva, il cui successo spinse il Regno di Romania ad entrare in guerra tra gli Alleati creando un nuovo fronte in aree più prossime alla fortezza.
La successiva rivoluzione russa del 1917 compromise le potenzialità belliche dell'esercito russo, creando nuovi scenari.

## Caserma
Nel corso del XX secolo la struttura venne utilizzata in momenti diversi come caserma dagli eserciti francese, romeno, tedesco, sovietico, russo e transnistriano, risultando più volte coinvolta in azioni di guerra.

### Regno di Romania

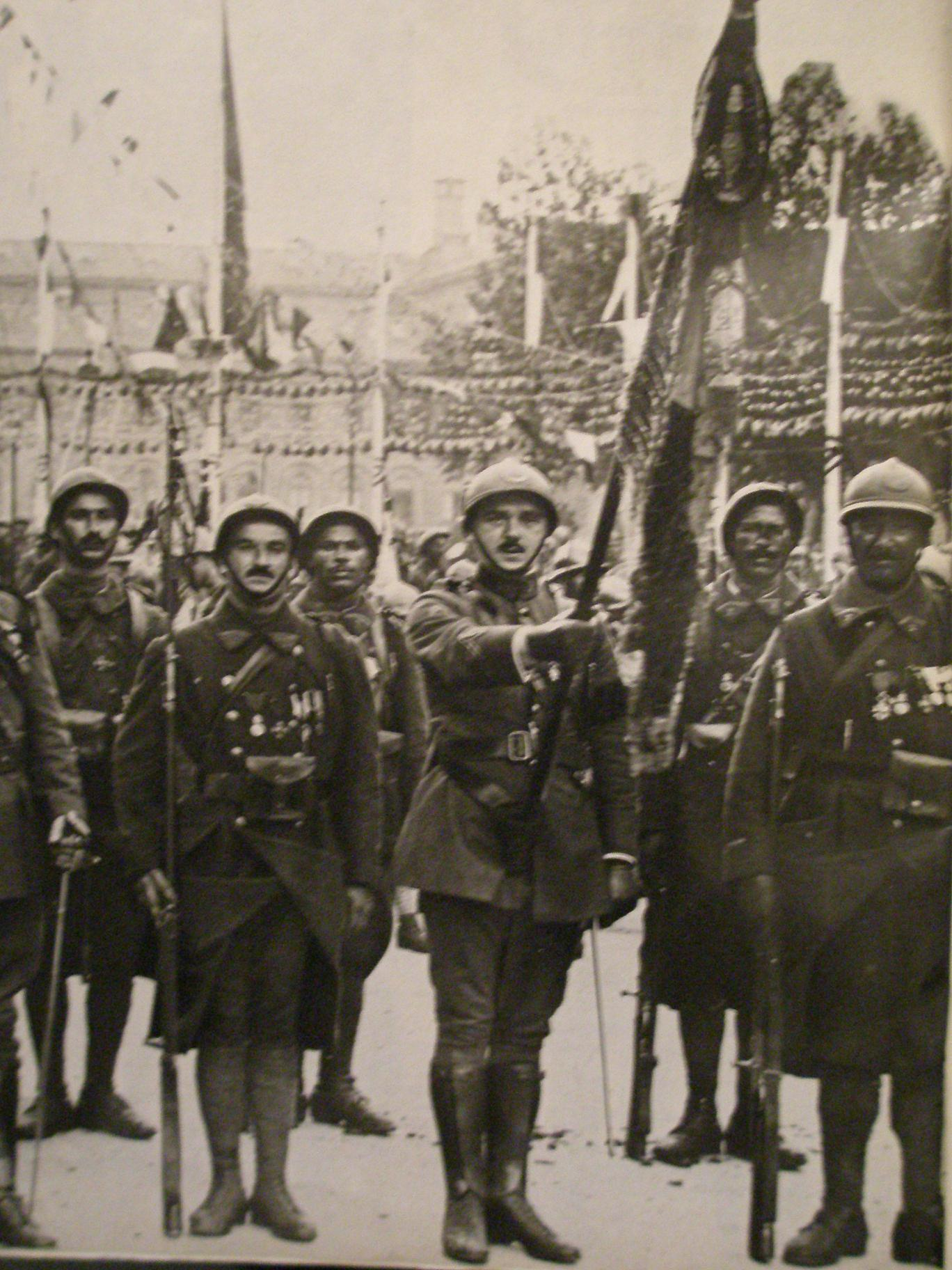
Il 2º reggimento dei Turcos fu di stanza nella fortezza.

Nel 1917 il Regno di Romania – nato nel secolo precedente dall'unione tra i principati di Moldavia e Valacchia – era in larga parte occupato militarmente dalle truppe degli imperi centrali e lo scoppio della guerra civile russa in conseguenza della rivoluzione d'ottobre lo privò del suo principale alleato. Contemporaneamente al raggiungimento di una svantaggiosa tregua bellica con l'armistizio di Focșani, l'esercito romeno avviò una campagna militare in Bessarabia in chiave nazionalista ed anticomunista. Durante il suo intervento sollecitato dal consiglio nazionale della Repubblica Democratica di Moldavia – nata sul territorio del precedente governatorato della Bessarabia in seno all'ente federale che si stava costituendo dopo la caduta della Repubblica russa – si scontrò con i soldati del Rumčerod, organo di controllo della costituenda Repubblica Sovietica di Odessa, di ispirazione bolscevica.
La città di Bendery era controllata da questi ultimi e nel 1918 venne conquistata dalle truppe di Ferdinando I, che con fuoco d'artiglieria colpirono un deposito di munizioni dentro la fortezza, causando un incendio che si propagò per la città. Le guardie rosse del Rumčerod ripararono oltre il Dnestr, quindi nell'arco di sei giorni riuscirono a riconquistare città e fortezza per poi abbandonarle nuovamente in seguito ad un ulteriore attacco delle forze romene. In quegli stessi giorni il parlamento della Repubblica Democratica di Moldavia proclamò la propria indipendenza, per poi votare pochi mesi dopo in favore dell'unione con il Regno di Romania. La città riprese l'antico toponimo "Tighina" e venne affidata, nell'ambito dell'intervento alleato nella rivoluzione russa, alle Troupes coloniales francesi: in particolare nella fortezza fu dislocato il "2º reggimento tiratori algerini".
Nel 1919 fu inaugurata una versione modificata del monumento eretto sette anni prima dai soldati russi, che mantenne l'aquila di bronzo – simbolo presente anche nello stemma della Romania – e venne ora dedicato al "ritorno della Bessarabia nella madrepatria". Lo stesso anno nacque in esilio la Repubblica Socialista Sovietica di Bessarabia, che organizzò a Tighina un'insurrezione filocomunista soppressa dalle truppe francesi e romene, al termine della quale gli insorti arrestati vennero giustiziati nella fortezza. Durante questi eventi la torre sud-orientale in cui era posto il comando dei tiratori algerini subì un incendio i cui danni non vennero riparati, perché il reggimento lasciò la città qualche settimana dopo per essere decorato a Parigi con la Médaille militaire. In pochi mesi la RSS Bessaraba venne sciolta ed il trattato di Parigi del 1920 – non riconosciuto dalla RSFS Russa – ufficializzò la creazione della Grande Romania. Presso la fortezza l'esercito romeno dislocò nel 1924 il "10º reggimento cacciatori", intitolando successivamente la struttura a Ștefan III cel Mare, principe di Moldavia nel periodo storico in cui secondo la storiografia rumenofona venne eretta in quello stesso luogo una fortificazione.

### Unione Sovietica

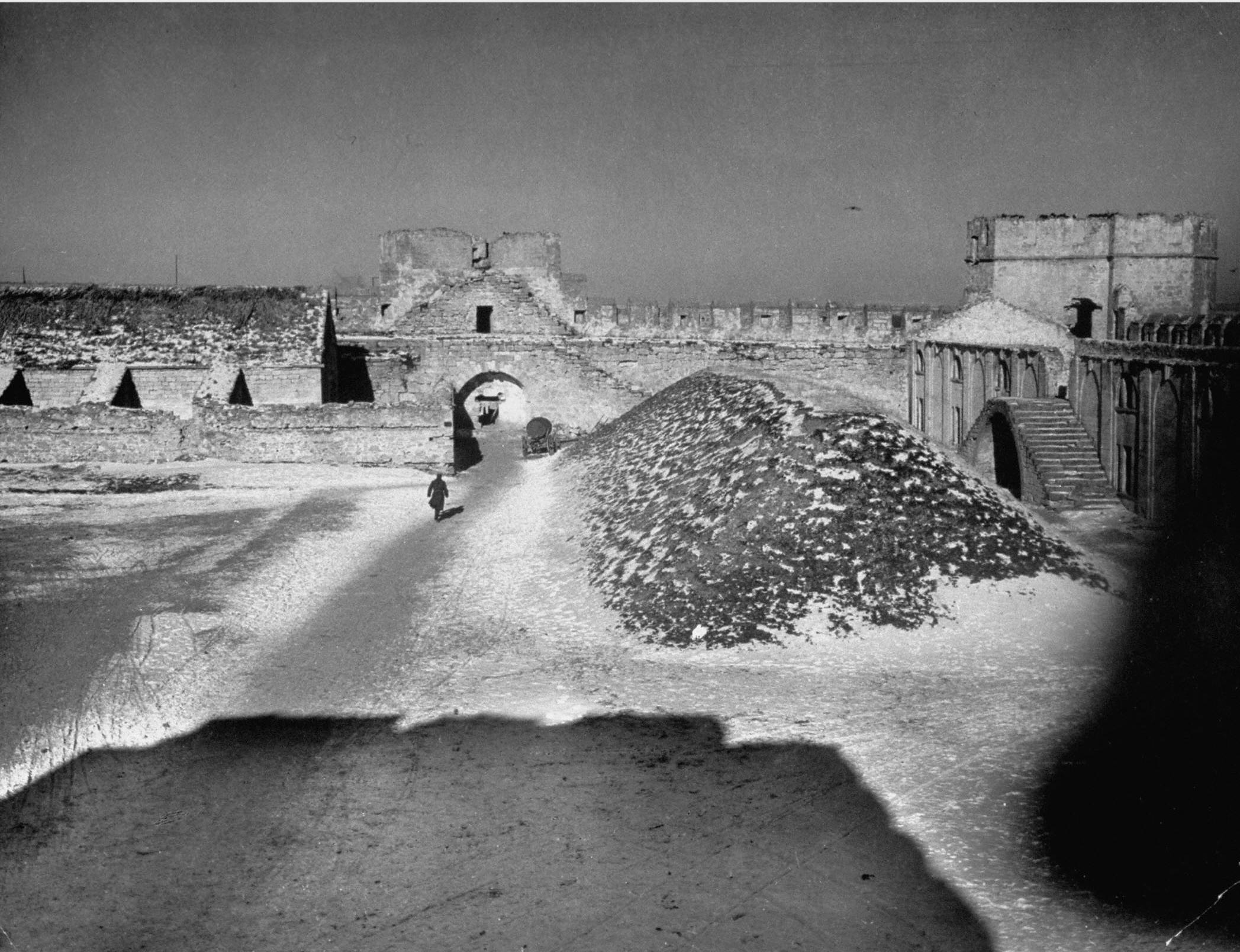
La corte della cittadella nel 1940: a sinistra la polveriera turca, a destra la torre armena.

Nel 1939 l'Unione Sovietica – nazione che aveva raccolto l'eredità dell'Impero russo – sottoscrisse con la Germania il patto Molotov-Ribbentrop, in virtù del quale l'anno successivo nel corso della seconda guerra mondiale schierò il proprio esercito lungo il confine con la Romania. In seguito ad un ultimatum comunicatogli dal presidente del consiglio sovietico Vjačeslav Molotov, re Carlo II di Romania fece abbandonare la Bessarabia dal suo esercito permettendone l'occupazione da parte dell'Armata Rossa, che dislocò nella fortezza un reggimento della "15ª divisione motorizzata" nominando comandante Nikolaja Tumasjan. Il Soviet Supremo dell'Unione Sovietica proclamò la nascita in seno alla propria nazione della Repubblica Socialista Sovietica Moldava, mentre in Romania assunse il ruolo di conducător Ion Antonescu, con successiva abdicazione di Carlo II in favore di Michele I e adesione al Patto tripartito.
Divenute alleate, nel 1941 – all'interno dell'Operazione Barbarossa – Romania e Germania lanciarono l'"Operazione München" ed invasero la Bessarabia con un contingente congiunto all'avanzare del quale i soldati sovietici si ritirarono progressivamente, facendo riacquistare alla Romania la sovranità sulla regione. Nella fortezza di Tighina vennero alloggiate truppe di entrambi gli eserciti, che ebbero anche il compito di presidiare il ponte ferroviario sul Dnestr: un reggimento della Wehrmacht, un distaccamento della Forțele Aeriene Regale ale României, guardie di confine e artiglieri romeni. La struttura divenne sede di un campo di prigionia per soldati sovietici catturati, oltre che sito di uccisioni – nell'ambito del piano denominato soluzione finale – di cittadini ebrei, attuate dalle Einsatzkommando. Le forze romene e tedesche modernizzarono inoltre il presidio, creando nuove feritoie e dotandolo di artiglieria pesante.

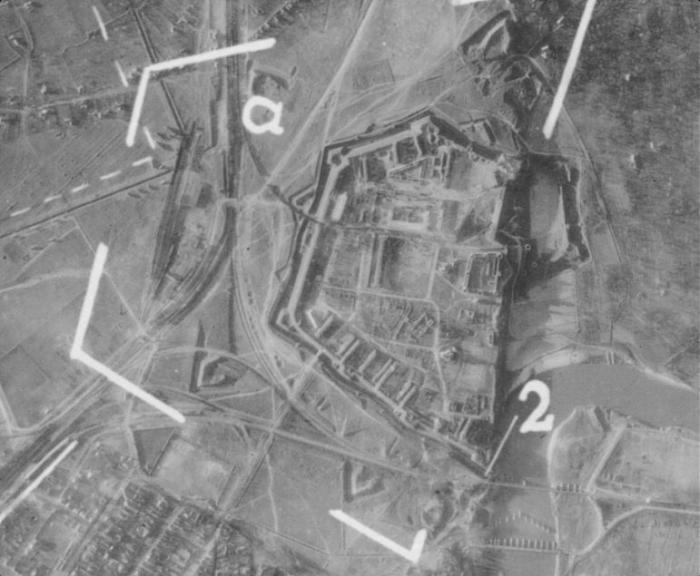
Fotografia aerea scattata alla fortezza nel 1944.

Le armate sovietiche del 3º Fronte ucraino raggiunsero la riva sinistra del Dnestr nel 1944, avviando da qui fuoco di artiglieria che danneggiò la fortezza. Nella stessa – la cui conquista si rivelò complessa a causa delle migliorie recentemente apportate – avvenne anche un'esplosione, mentre la città in generale fu oggetto dei bombardamenti degli Alleati. Nel corso del medesimo anno l'esercito sovietico lanciò l'offensiva Iași-Chișinău, riconquistando la città e la fortezza in cui i soldati tedeschi dell'Heeresgruppe Südukraine, gli unici rimasti delle forze dell'Asse, si arresero. Le mura della fortezza esterna erano a quel momento sostanzialmente integre, mentre al suo interno i danneggiamenti riguardavano tra gli altri il monumento eretto nel 1912 e la chiesa di Aleksandr Nevskij, alla quale erano state sottratte anche le icone; l'Armata Rossa riutilizzò il campo di prigionia interno, detenendo principalmente soldati dell'esercito ungherese ed ufficiali tedeschi.
Nel 1945 il consiglio comunale di Bendery – che aveva ripreso il suo nome russo – nominò il sito "monumento architettonico e storico" su indicazione del dipartimento d'architettura della rinata Repubblica Socialista Sovietica Moldava, sancendo il divieto di interventi architettonici sulla totalità delle opere difensive. La fortezza mantenne comunque la destinazione a caserma: vi vennero dislocati il "2º reggimento separato di pontoni pesanti" e le "Guardie del 10º reggimento del corpo di fucilieri di Budapest", oltre al "778º impianto di riparazione auto"; in tutta l'area vigeva il divieto d'ingresso per i civili. Nel 1947, mentre i trattati di Parigi ufficializzavano la Bessarabia quale parte dell'Unione Sovietica, la chiesa di Aleksandr Nevskij venne trasformata in un circolo per i soldati e due anni più tardi il monumento del "55º reggimento di fanteria Podolsky" venne restaurato.
Una nuova brigata venne fondata nel 1961 e dislocata nella parte sud-orientale della fortezza: la "173ª brigata missilistica", che utilizzò la corte della cittadella come rampa di lancio per i missili balistici tattici R-17 Elbrus; durante lo stesso decennio, il monumento del 1912 fu rimosso e trasferito al di fuori della struttura. Nel 1975 anche il comitato centrale del Partito Comunista della Moldavia riconobbe la fortezza quale "monumento storico", ma questo non impedì il prosieguo degli importanti interventi architettonici avviati negli anni 1960 e protrattisi fino agli anni 1980 che portarono al parziale riempimento del fossato, alla distruzione dei bastioni nord-orientali e di alcune porte, nonché alla costruzione di nuovi edifici interni. Nel 1986 il ministero sovietico della cultura inserì Bendery, in virtù della fortezza, nell'elenco delle "Città storiche dell'Unione Sovietica" ed in quegli stessi anni venne fondata la "Società per la protezione della fortezza di Bendery", che rimase successivamente inattiva. Al termine del decennio vennero effettuati degli scavi archeologici preliminari, finalizzati all'avvio di un progetto di ristrutturazione bloccato dai successivi eventi politici.

### Transnistria

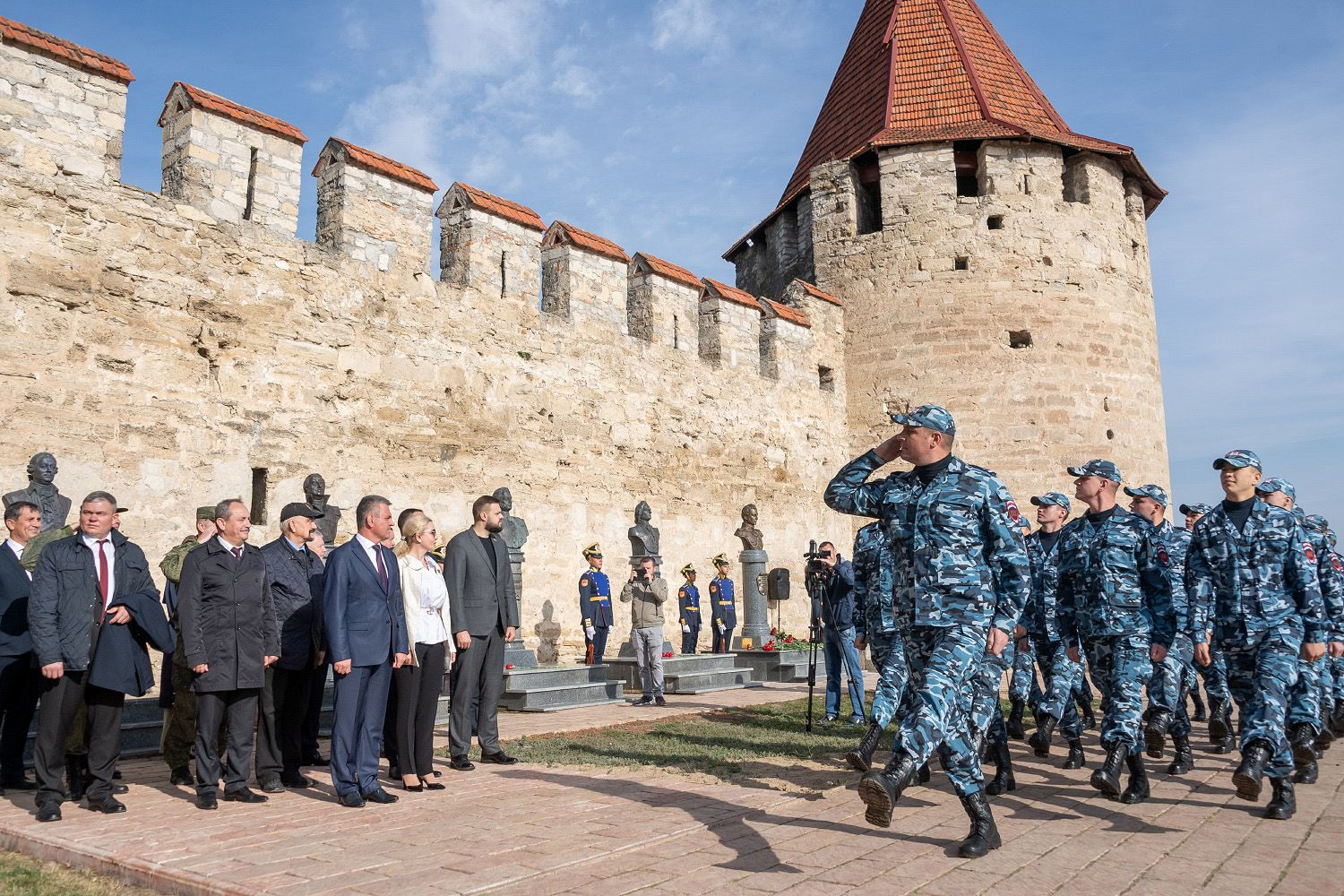
L'esercito transnistriano utilizza la fortezza dagli anni 1990.

All'interno del processo di dissoluzione dell'Unione Sovietica, nel 1990 un referendum portò alla proclamazione della Repubblica Socialista Sovietica della Transnistria, che rimase parte dell'Unione distaccandosi dalla Repubblica Socialista Sovietica Moldava. L'anno successivo i due soggetti – rivendicanti entrambi la sovranità sulla riva sinistra del Dnestr e su Bendery – dichiararono la propria indipendenza adottando i nomi di Transnistria e Moldavia, con il Soviet delle Nazionalità che nel corso della sua ultima riunione prima della soppressione riconobbe unicamente la seconda.
Nel 1992 l'adesione all'Organizzazione delle Nazioni Unite da parte della Moldavia portò allo scoppio della guerra di Transnistria, con alcuni cruenti episodi consumatisi a Bendery. La fortezza in particolare fu colpita accidentalmente dall'artiglieria moldava, causando l'intervento dell'esercito russo – subentrato nella fortezza a quello sovietico e rimasto fino a quel momento neutrale – a fianco delle forze transnistriane. Sempre presso la fortezza, un altro episodio vide coinvolta una colonna di veicoli blindati dell'esercito transnistriano che fu colpita dal fuoco amico proveniente dalla struttura. Dopo il raggiungimento di un accordo di cessate il fuoco tra Russia e Moldavia, forze di peacekeeping intervennero cristallizzando la situazione: la riva sinistra del Dnestr e Bendery rimasero alla Transnistria, pur in assenza del riconoscimento internazionale. Successivamente ed entro il 1994 le forze russe abbandonarono la fortezza, facendo subentrare quelle transnistriane.
Lo stato di conservazione della fortezza ad inizio XXI secolo era particolarmente carente, con alcuni edifici privi di tetto e pavimenti e parte delle mura crollate o seriamente danneggiate. Un decreto del presidente transnistriano Igor' Smirnov emesso nel 2008 istituì il "Complesso storico militare-commemorativo fortezza di Bendery", equiparandone in tal senso lo status a quello di "monumento di stato" assegnatole dalla Moldavia già nel 1993, pur mantenendo all'interno del perimetro della struttura alcune installazioni militari ed industriali.

## Adibizione a museo

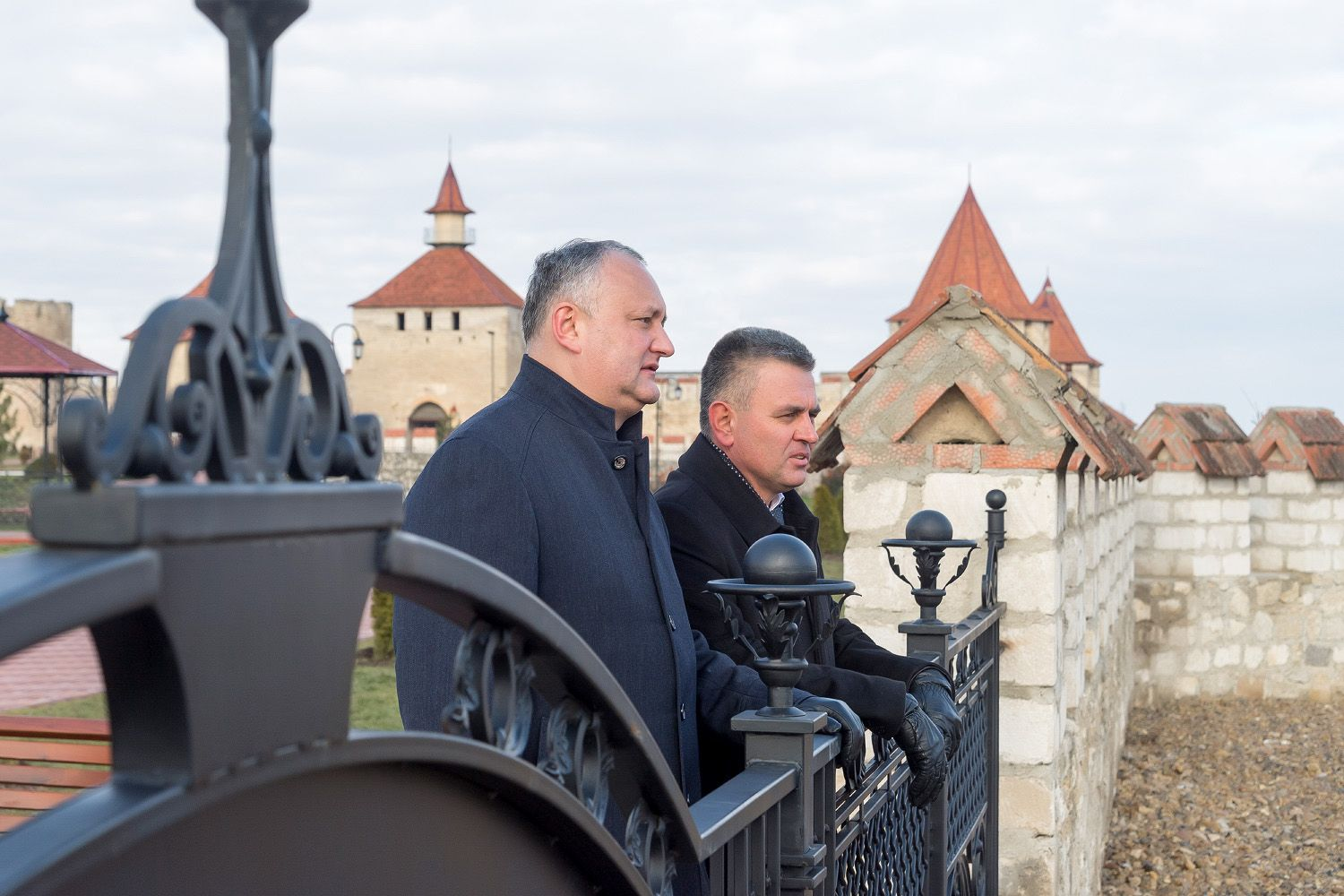
I presidenti di Moldavia e Transnistria Dodon e Krasnosel'skij in visita ufficiale alla fortezza nel 2018.

L'ente "Complesso storico militare-commemorativo fortezza di Bendery" – gestito dal dipartimento per le relazioni pubbliche e l'informazione del ministero dell'interno – si occupò sin dal 2008 dell'allestimento di un museo, dell' organizzazione di visite guidate, delle attività di restauro della fortezza e della conduzione di ricerche storiche ed archeologiche in merito. L'esposizione museale venne organizzata in un edificio della cittadella già utilizzato nel periodo turco come polveriera, esibendo una collezione di oggetti storici rinvenuti nella fortezza o ad essa collegati. Una prima fase di restauri, già avviata nel 2007 e considerata poco accurata a livello storico, si concluse cinque anni dopo portando nel corso dei lavori a scoperte archeologiche minori. Tra gli interventi più significativi vi furono la ricostruzione della copertura di alcune delle torri e il totale restauro della chiesa di Aleksandr Nevskij, tornata alla sua funzione originaria di edificio di culto.
Durante lo stesso 2012 al museo storico – il cui allestimento era stato nel frattempo arricchito con plastici, diorami e manichini – venne affiancata una seconda esposizione permanente, alloggiata nella torre armena e dedicata alla tortura medievale. Nel 2013, anno in cui la fortezza fu visitata da più di 14 000 persone incluso il patriarca di Mosca Cirillo I, prese avvio una seconda fase di restauri atta a ricostruire con materiali originali due delle torri ed a svolgere alcuni interventi conservativi nella fortezza inferiore. Una parte della fortezza esterna venne nel 2018 sistemata a parco e dedicata ad Aleksandr Nevskij, diventando sede di una ulteriore sala espositiva e più in generale area per l'organizzazione di eventi all'aperto, definita dal presidente della Transnistria Vadim Krasnosel'skij «il luogo centrale dell'intera Repubblica».
Nel 2019 vennero effettuati in corrispondenza della torre sud-orientale scavi archeologici che confermarono la datazione della stessa al XVI secolo. Nel medesimo anno prese avvio una terza fase di restauri, che in una cornice di distensione dei rapporti fra Transnistria e Moldavia – i cui presidenti Vadim Krasnosel'skij e Igor Dodon si incontrarono l'anno precedente in visita ufficiale proprio alla fortezza – fu finanziata dall'Unione europea nell'ambito del progetto del Programma delle Nazioni Unite per lo sviluppo denominato "Support to Confidence Building Measures Programme (V)". I lavori, svolti da un team internazionale, sono stati anticipati da una breve campagna di scavo e prevedono interventi conservativi, tra i quali la costruzione della copertura delle torri che ancora ne sono prive, la cui conclusione è prevista nel 2023.
Risale al 2020 l'apertura al pubblico della fortezza inferiore, precedentemente non accessibile ai visitatori, avvenuta in corrispondenza dell'allargamento della collezione museale con nuovi oggetti rinvenuti. La gestione dell'ente "Complesso storico militare-commemorativo fortezza di Bendery" è passata nel 2021 dal ministero dell'interno al comune di Bendery: allo stesso è assegnato circa un terzo dell'area della fortezza, mentre la parte rimanente è ancora chiusa al pubblico e destinata ad uso militare e industriale.

### Libri
- (RU) Georgij Astvatsaturov, Бендерская крепость (PDF), 2ª ed., Tighina, Ministerstva informacij i telekommunikacij PMR, 2007. URL consultato l'11 gennaio 2022.
- (TR) Cengiz Fedakar, Bender Kalesi (1768-1774), Istanbul, Kitabevi Yayinlari, 2019, ISBN 9786057819154.
- (RU, EN) Georgy Vilkov, Yakov Chaykin, Pavel Galtsev e Alexander Gutsul, Бендерская крепость. Живой символ истории/Bendery Fortress. A Living Symbol of History (PDF), 3ª ed., Tiraspol, Ministry of Foreign Affairs of the PMR, 2019. URL consultato l'11 gennaio 2022.
- (RU) Irina Vilkova, Бендерская крепость - Бендерский военный некрополь, Tighina, 2009.

### Pubblicazioni
- (EN) Andrej Krasnožon, The Bender Fortification Complex of 16th—18th Centuries (abstract), in Stratum plus. Archaeology and Cultural Anthropology, n. 6, Chișinău, High Anthropological School University, 2011, ISSN 1608-9057 (WC · ACNP). URL consultato il 14 gennaio 2022.
- (RU) Nikandr Marks, К истории Бендерской крепости (PDF), Odessa, 1917. URL consultato l'11 gennaio 2022.
- (EN) Sergiu Musteață, Tighina-Bender Fortress – (Re)Inventing a Museum (PDF), in Culture. Society. Economy. Politics, n. 1, Sciendo, 2021, DOI:10.2478/csep-2021-0003, ISSN 2810-2010 (WC · ACNP). URL consultato il 22 gennaio 2022.
- (RU) S.N. Razumov, S.A. Fidelsky, I.A. Chetverikov e S.O. Simonenko, Бендерская крепость в xvi в. по данным археологических исследований (PDF), in Materialy po archeologii i istorii antičnogo i srednevekovogo Pričernomor'ja, n. 11, 2019, ISSN 2713-2021 (WC · ACNP). URL consultato il 23 gennaio 2022.
- (RU) Igor' Sapožnikov, Из истории фортификации и картографирования Бессарабии и Молдовы: работы Ф. Кауффера 1793-1797 годов (PDF), in Tyragetia (Serie Nouă), n. 2, Chișinău, Muzeul Naţional Istorie a Moldovei, 2016, ISSN 2537-6330 (WC · ACNP). URL consultato il 14 gennaio 2022.
- (RU) Igor' Sapožnikov, Мечети и церкви Бендер до середины XIX вв. (PDF), in Eminak, n. 4, Mykolaïv, Natsіonal'nij unіversitet іmeni V.O.Sukhomlins'kogo, 2017, ISSN 1998-4634 (WC · ACNP). URL consultato il 7 gennaio 2022.
- (TR, EN) Oleksandr Sereda, Osmanlı-Ukrayna Serhattinde Özi Bozkırı/Ozi Steppe on the Ottoman-Ukraine Border, in Güney-Doğu Avrupa Araştırmaları Dergisi, n. 35, Istanbul, Istanbul University Press, 2020, DOI:10.26650/gaad.821615, ISSN 0378-3863 (WC · ACNP). URL consultato il 4 gennaio 2022.